# Nicolas Henri Jacob
Nicolas Henri Jacob (* 6. Juni 1782; † 1. Februar 1871 in Paris, Frankreich) war ein französischer Zeichner. Er gilt als Pionier der Lithografie, arbeitete 20 Jahre als Illustrator und wissenschaftlicher Mitarbeiter des Anatomen Jean Marc Bourgery.

## Familie
Er stammte aus der Familie des Tischlers Henri Jacob (1753–1824), ein Cousin des Kunstschreiners Georges Jacob, und Antoinette-Charlotte Prudhomme, Tochter des Malers Nicolas Prudhomme. Nicolas Henri Jacob war mit der Kunstmalerin Charlotte Hublier (geb. Mast) verheiratet.

## Ausbildung und Beruf
Er war Schüler des Malers Jacques Louis David sowie der Bildhauer Jean Jacques Morgan (1756–1799) und Antoine Léonard du Pasquier (1748–1831). 1802 stellte Jacob im Pariser Salon zwei Federzeichnungen aus und wurde zum Hofzeichner von Eugène de Beauharnais, Herzog von Leuchtenberg, Fürst von Eichstätt und Vizekönig von Italien, ernannt. 1805 bis 1814 arbeitete er für seinen Auftraggeber in Italien (Mailand) und nach der Rückkehr nach Frankreich als Zeichenlehrer an der Veterinärschule (École Vétérinaire) in Alfort. Dann ließ er sich in Paris nieder und eröffnete eine Zeichenschule.

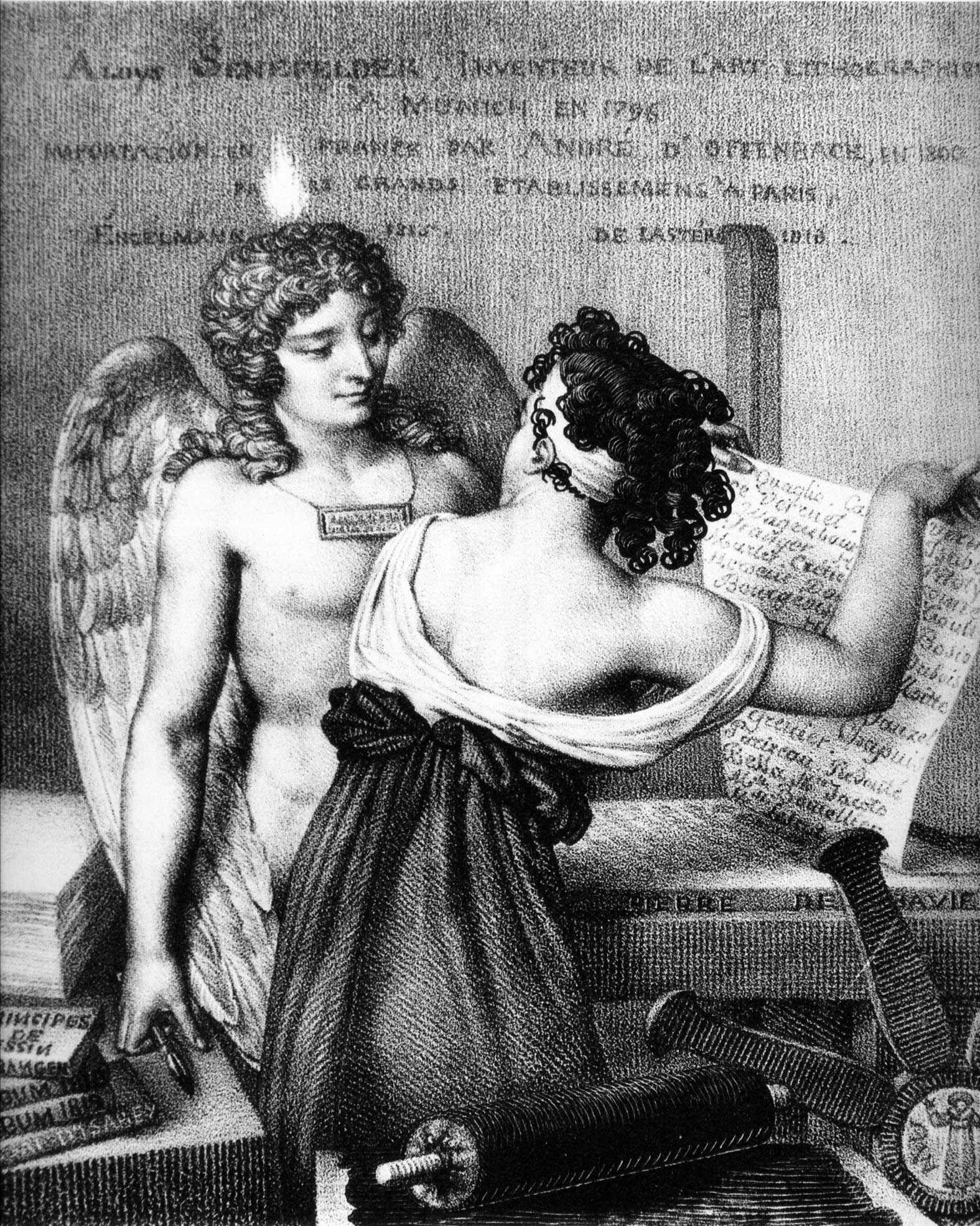
Frontispiz, gezeichnet und lithografiert von N. H. Jacob für das Werk L’art de la lithographie von Alois Senefelder, 1819

Jacob befasste sich früh mit der damals neuen Technik der Lithografie, leistete Pionierarbeit auf diesem Gebiet. 1819 präsentierte er erstmals lithografierte Porträts und Sujetzeichnungen auf einer Ausstellung des Pariser Salons. Bis 1824 waren Lithografien Jacobs (Porträts, Genrebilder u. a.) regelmäßig auf Ausstellungen zu sehen. Darüber hinaus begann er zu dieser Zeit auch als Illustrator für medizinische und wissenschaftliche Werke zu arbeiten. 1830 bis 1850 war er fast ausschließlich mit der Produktion lithografierter Tafeln für den anatomischen Atlas von Bourgery beschäftigt. Er gab zwar noch Zeichenunterricht, nahm aber in diesem Zeitraum nicht mehr an Ausstellungen in Paris teil.
Seit 1849, nach Bourgerys Tod, beteiligte sich Jacob wieder mit künstlerischen Arbeiten an Ausstellungen des Pariser Salons (1850, 1852, 1857, 1865). Er führte auch seine Arbeit als wissenschaftlicher Illustrator weiter, vor allem auf dem Gebiet der Paläontologie, für wissenschaftliche Abhandlungen und für die zweite Auflage des anatomischen Atlas von Bourgery.

## Leistung
Jacob gilt als Meister der lithografischen Zeichentechnik und war an der Illustration der französischen Übersetzung der berühmten Abhandlung von Alois Senefelder über die Lithografie beteiligt, steuerte ein Frontispiz und ein Porträt des Erfinders bei.
Als Illustrator wissenschaftlicher Werke setzte Jacob Maßstäbe. Mit Jacob ist der Künstler zum wissenschaftlichen Mitarbeiter geworden, dessen Rat gesucht und geschätzt wurde. Diese Erfahrung und den Stil der Zusammenarbeit von Künstler und Wissenschaftler gab Jacob an zahlreiche Schüler weiter.

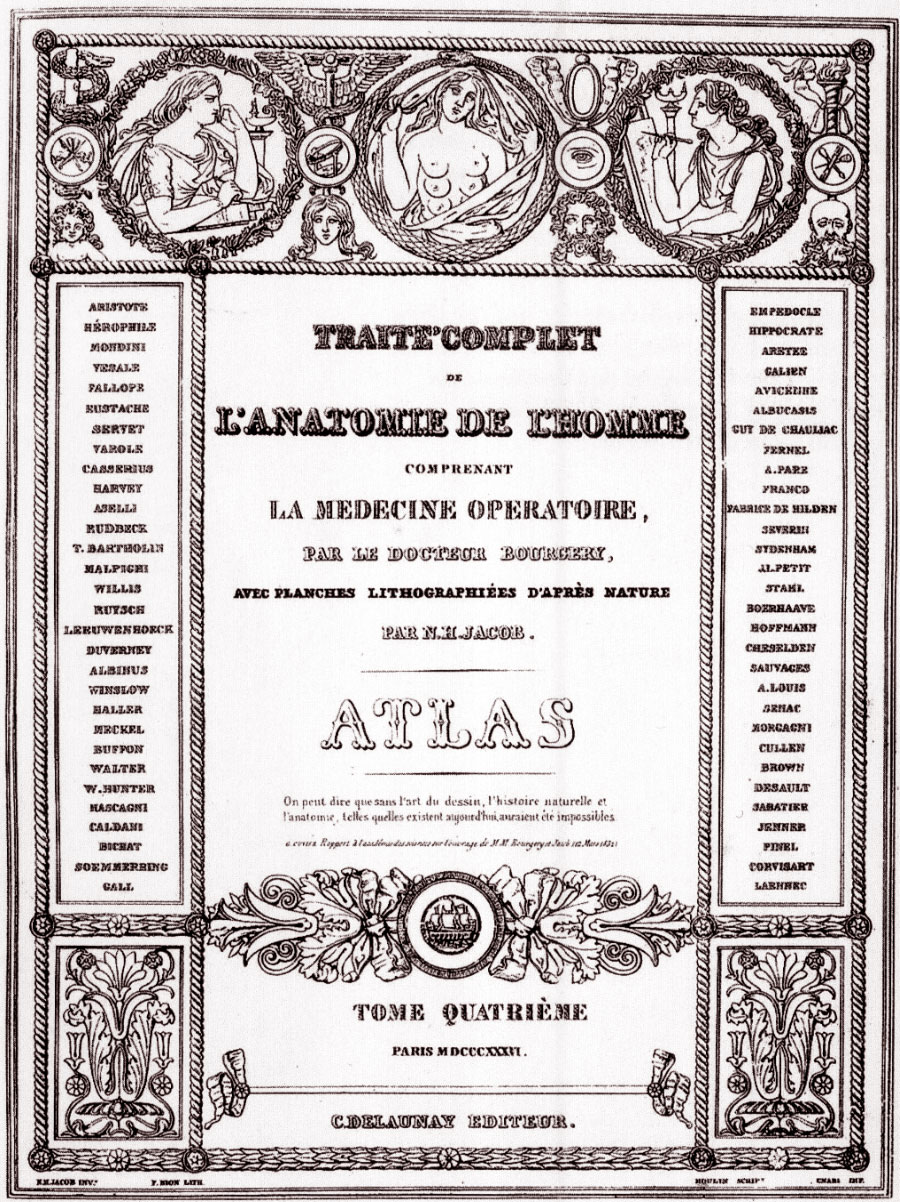
Lithografierte Titelseite, des Traité complet de l’anatomie de l’homme von J. M. Bourgery und N. H. Jacob, 1836

## Das anatomische Werk
Das Hauptwerk Jacobs umfasst 512 von 725 lithografierte Tafeln mit 2.196 von 3.750 Abbildungen für den anatomischen Bildatlas (Traité complet de l’anatomie de l’homme; Digitalisat), der in Zusammenarbeit mit Jean Marc Bourgery innerhalb von 20 Jahren entstand (1830–1850). Auf die Besonderheit dieser Zusammenarbeit nimmt Bourgery im Vorwort des ersten Bandes des Werks Bezug: „Das Werk, das wir beide, Monsieur Jacob und ich veröffentlichen, soll als Ergebnis unserer gemeinsamen Bemühungen betrachtet werden. Wir haben uns vorgenommen, in gutem Glauben darzustellen, was uns am besten erschien, wobei wir uns gegenseitig mit unserem Wissen unterstützt haben. Wenn man also die gesamte Dauer des riesigen Projekts berücksichtigt, das wir uns vorgenommen haben, so sollte man Monsieur Jacob weniger als Gehilfen betrachten, dessen spezielle Begabung ich mir zunutze mache, denn als Mitarbeiter, dessen vernünftige Ratschläge mir wohl noch oft zugute kommen werden.“
Bourgery und Jacob entwickelten für ihr anatomisches Werk ein einheitliches Konzept mit einem bewusst eingesetzten idealtypischen Modellorganismus und naturalistischer Anmutung. Alle Zeichnungen, die nicht von Jacob stammten, wurden unter seiner Leitung von Schülern und Mitarbeitern angefertigt.

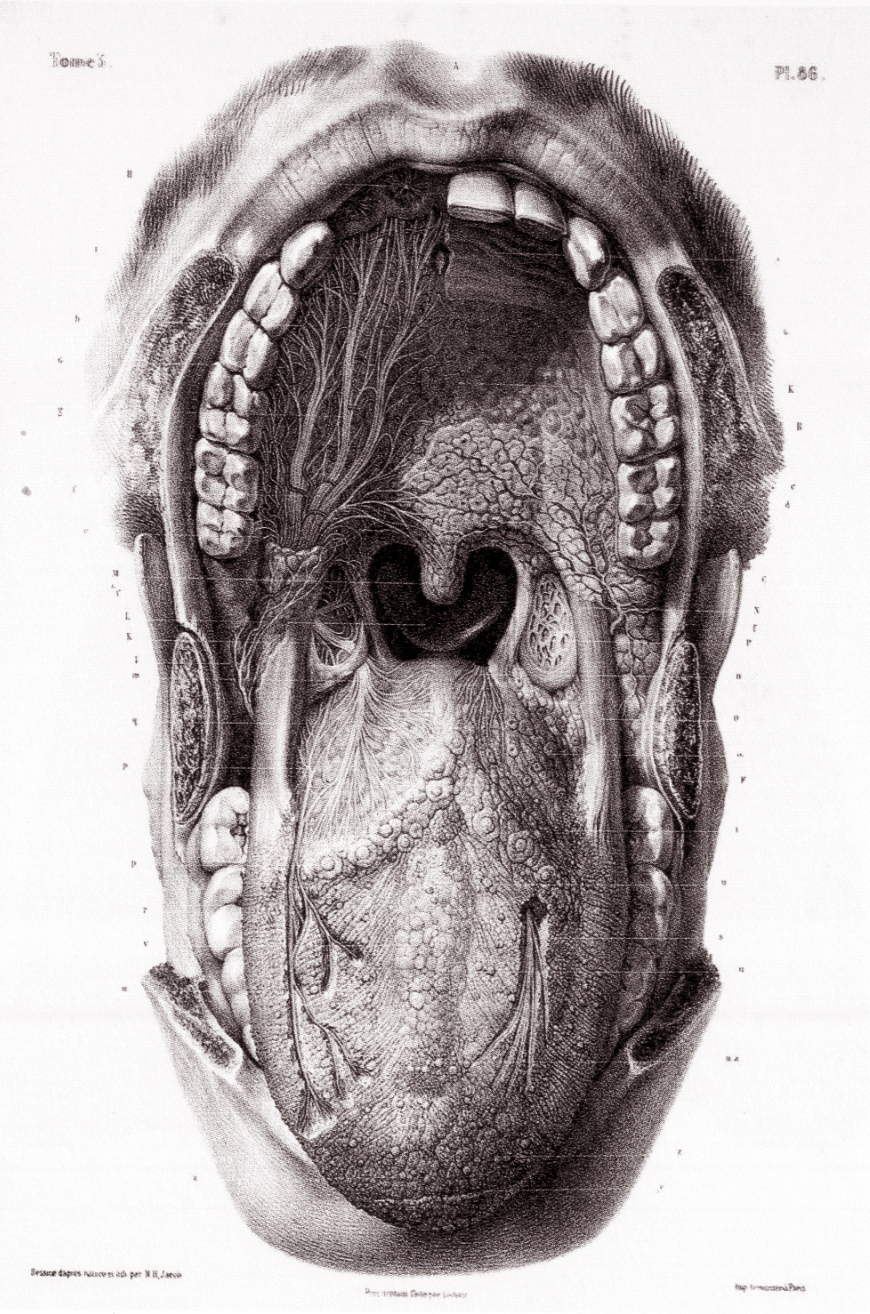
Lithografie, Band 3, Tafel 86 des Traité complet de l’anatomie de l’homme, gezeichnet von N. H. Jacob, 1844

| Illustratoren und Zeichner    | Beitrag                                        |
| ----------------------------- | ---------------------------------------------- |
| Nicolas Henri Jacob           | 512 lithografierte Tafeln mit 2196 Abbildungen |
| Charlotte A. Hublier (-Jacob) | 48 lithografierte Tafeln mit 492 Abbildungen   |
| Jean Baptiste Léveillé        | 44 lithografierte Tafeln mit 213 Abbildungen   |
| Edmond Pochet                 | 34 lithografierte Tafeln mit 364 Abbildungen   |
| E. Roussin                    | 32 lithografierte Tafeln mit 178 Abbildungen   |
| Rogat                         | 18 lithografierte Tafeln mit 86 Abbildungen    |
| Aumont                        | 13 lithografierte Tafeln mit 43 Abbildungen    |
| Alexandre Leroux              | 9 lithografierte Tafeln mit 25 Abbildungen     |
| Gerbe                         | 8 lithografierte Tafeln mit 60 Abbildungen     |
| Berrier                       | 3 lithografierte Tafeln mit 5 Abbildungen      |
| Louveau                       | 2 lithografierte Tafeln mit 24 Abbildungen     |
| F. Bion                       | 1 lithografierte Tafel mit 5 Abbildungen       |
| Jules Méa                     | 1 lithografierte Tafel mit 59 Abbildungen      |

## Auszeichnungen
- Medaille der Ausstellung des Pariser Salons 1824, für seine Leistung als Zeichner und Lithograf
- Ritterkreuz der Ehrenlegion, 1838
- Prix Monthyon (mit Jean Marc Bourgery), 1843

## Werke
- Les trois principaux passages de la vie humaine. Portrait d’un jeune homme assis. Federzeichnungen, 1805.
- Grand portrait en pied du prince Camillo Borghese. Duchesse Laute et sa famille. Jeune femme au turban. 1817.
- mit Philippe Fréderic Blandin: Traité d’anatomie topographique des régions du corps humain. Lithografische Tafeln, 1826.
- mit Jean Girard: Traité des hernies inguinales dans le cheval et autres monodactyles. Lithografische Tafeln, 1827.
- Le génie de la lithographie. Portrait d’Aloys Senefelder. Tête d’amazone. 1819.
- mit Jean Marc Bourgery: Traité complet de l’anatomie de l’homme. Comprenant la médicine opératoire. 8 Bände, Paris 1831–1854 (Digitalisat).
- mit Jean Marc Bourgery: Anatomie élémentaire en 20 planches etc. Avec texte explicative, formant un manuel complet d’anatomie physiologique. Paris 1834–1842.
- mit Guillaume Dupuytren: Mémoire sur une manière nouvelle de pratiquer l’operation de la pierre. Lithografische Tafeln, 1836.
- Wissenschaftliche Illustrationen für das Bulletin de la Société Géologique de France. 1855–1857.
- mit Jean Marc Bourgery, Claude Bernard und mit Hilfe von Ludovic Hirschfeld: Traité complet de l’anatomie de l’homme. 10 Bände. Zweite Auflage, Paris 1866–1871.